# Fernando Morientes
Fernando Morientes Sánchez, né le 5 avril 1976 à Cilleros, dans la province de Cáceres, est un footballeur international espagnol reconverti entraîneur.
Formé à Albacete, il évolue au Real Saragosse avant de passer six saisons au Real Madrid. Avec le club madrilène, l'attaquant remporte à trois reprises la Ligue des champions, et par deux fois le championnat d'Espagne.
Morientes est prêté à l'AS Monaco au cours de la saison 2003-2004. Après un passage au Liverpool FC, il a évolué au Valence CF jusqu'en 2009. Sans club après avoir résilié, le 1er juillet 2010, son contrat avec l'Olympique de Marseille, il annonce le 30 août 2010 mettre un terme à sa carrière de footballeur.
Morientes a inscrit 27 buts en 47 matches disputés avec l'équipe d'Espagne et a notamment pris part à deux Coupes du monde, en 1998 et 2002.

## Biographie

### Albacete et Saragosse (1993-1996)
Fernando Morientes est formé à Albacete. En novembre 1993, il fait ses débuts dans le championnat d'Espagne en disputant les quinze dernières minutes du match opposant son club au CD Tenerife. Il prend part à 20 matches de Primera División la saison suivante, dont 9 comme titulaire, et inscrit 5 buts.
Morientes est recruté par le Real Saragosse en 1995 pour pallier le départ de l'attaquant Juan Eduardo Esnáider au Real Madrid. Régulièrement titularisé par l'entraîneur Víctor Fernández, puis par son successeur Víctor Espárrago, il inscrit 28 buts en 66 rencontres de 1re division durant ses deux saisons passées à Saragosse. Morientes dispute la Coupe des coupes 1995-1996 avec les Blanquillos et inscrit ses deux premiers buts européens. Il marque au premier tour face à l'Inter Bratislava, puis en quart de finale devant le Deportivo La Corogne.

### Buteur du Real Madrid (1997-2002)
En 1997, Fernando Morientes rejoint le Real Madrid, alors entraîné par l'Allemand Jupp Heynckes. Il évolue durant six saisons dans le club madrilène, et est notamment associé à Raúl, qu'il côtoie par la suite en équipe d'Espagne. Durant sa première saison à Madrid, il est le meilleur buteur de son équipe en championnat avec douze réalisations. Morientes inscrit quatre buts au cours de la Ligue des champions 1997-1998, il marque notamment lors de la demi-finale aller face au tenant du titre, le Borussia Dortmund, et remporte son premier titre européen avec le Real qui s'impose en finale devant la Juventus. En 1998-1999, il atteint son meilleur total en championnat avec 19 buts inscrits en 33 rencontres, dont 24 disputées en tant que titulaire. Il marque à six reprises durant la Ligue des champions 1999-2000, ouvrant notamment la marque lors de la finale remportée par le Real devant Valence CF.
Blessé durant un match amical en août 2000, Morientes manque le début de la saison et reste indisponible durant sept semaines. Il est de nouveau écarté des terrains en fin de saison, en raison d'une blessure à l'aine, et doit subir une opération au mois de mai 2001. Durant la saison 2000-2001, Morientes remporte son premier titre de champion d'Espagne avec le Real, marquant 6 buts en 22 rencontres de championnat, dont 13 disputées comme titulaire. Il inscrit également 4 buts en Ligue des champions, dont son premier doublé devant le Sporting Portugal. La saison suivante, il dispute 33 matches de Primera División, dont 28 comme titulaire, et marque à 18 reprises. En février 2002, il inscrit notamment un quintuplé devant Las Palmas, battu 7-0 par le club madrilène. Il prend part à la campagne victorieuse du Real en Ligue des champions, durant laquelle il inscrit 4 buts.

### Nouveau statut, prêt à Monaco puis Liverpool
Sa place dans le onze de départ est remise en cause en 2002-2003 par l'arrivée du Brésilien Ronaldo. L'attaquant espagnol marque à 5 reprises en 19 rencontres de championnat, mais est seulement titularisé à 3 reprises par l'entraîneur Vicente del Bosque.
Victime du star-system prôné par Florentino Pérez, le président madrilène, et de l'arrivée de Ronaldo, Morientes veut quitter le Real pour un grand club et retrouver la sensation de marquer des buts. L'AS Rome, Newcastle, Schalke 04 et l'Olympique lyonnais se mettent immédiatement sur les rangs, mais c'est l'AS Monaco qui enrôle l'attaquant. Le club monégasque est alors privé de son attaquant Shabani Nonda, gravement blessé. Vite intégré dans le vestiaire azuréen, le joueur espagnol hérite du no 10 et évolue au poste de 9 et demi, à la suite d'un choix de l'entraîneur monégasque Didier Deschamps pour « faire le lien entre les milieux de terrain et les attaquants ». L'ASM longtemps en tête termine finalement troisième du championnat de France 2003-2004, durant lequel Morientes inscrit dix buts. 
Morientes se distingue plus particulièrement pendant la Ligue des champions 2003-2004 dont il est sacré meilleur buteur de la compétition avec neuf réalisations. Il marque à quatre reprises lors de la phase de groupes. Et il inscrit un nouveau but en 8e de finale devant le Lokomotiv Moscou. En quarts de finale, Monaco est opposé au Real Madrid. Au match aller, disputé au stade Santiago Bernabéu, les Monégasques sont menés 4-1 lorsque Morientes réduit la marque de la tête (victoire du Real 4-2). Monaco s'impose lors du match retour où Morientes délivre une passe décisive pour Ludovic Giuly, qui égalise en fin de première période (1-1), puis donne l'avantage à l'ASM en seconde mi-temps. Le score final de 3-1 permet à Monaco d'éliminer le Real grâce à la règle du but à l'extérieur. Lors de la demi-finale aller, disputé au stade Louis-II face au Chelsea FC, alors que le score est de 1-1 et que l'ASM joue à dix en raison de l'expulsion de Andréas Zíkos, Morientes redonne l'avantage à son équipe (score final : 3-1). Au retour, un but de Morientes fait revenir Monaco à 2-2. L'ASM se qualifie pour la finale, disputée face au FC Porto, mais s'incline 3-0.
À la fin de son prêt, Fernando Morientes est rappelé au Real Madrid par José Antonio Camacho, le nouvel entraîneur des Merengues. Celui-ci est remplacé par Mariano García Remón, qui relègue Morientes sur le banc des remplaçants, lui préférant le plus souvent Raúl, Ronaldo et la nouvelle recrue du club madrilène, l'Anglais Michael Owen. En janvier 2005, Morientes est recruté par le Liverpool FC pour la somme de 9 millions d'euros afin de pallier la longue indisponibilité de Djibril Cissé. L'attaquant espagnol, qui a déjà joué en Ligue des champions avec le Real en début de saison, ne peut prendre part à la campagne européenne de son nouveau club. Il signe un contrat de quatre ans avec les Reds, dont l'équipe est entraînée par Rafael Benítez et compte déjà plusieurs joueurs espagnols dans ses rangs, tels Luis Garcia et Xabi Alonso,. Morientes ne s'impose pas à Liverpool, il inscrit seulement 12 buts en 61 rencontres, toutes compétitions confondues, durant son passage en Angleterre. Il enrichit malgré tout son palmarès en remportant la Supercoupe de l'UEFA en 2005 et la FA Cup en 2006, avant de rejoindre pour trois ans le club de Valence CF, entraîné par Quique Sánchez Flores.

### Fin de carrière

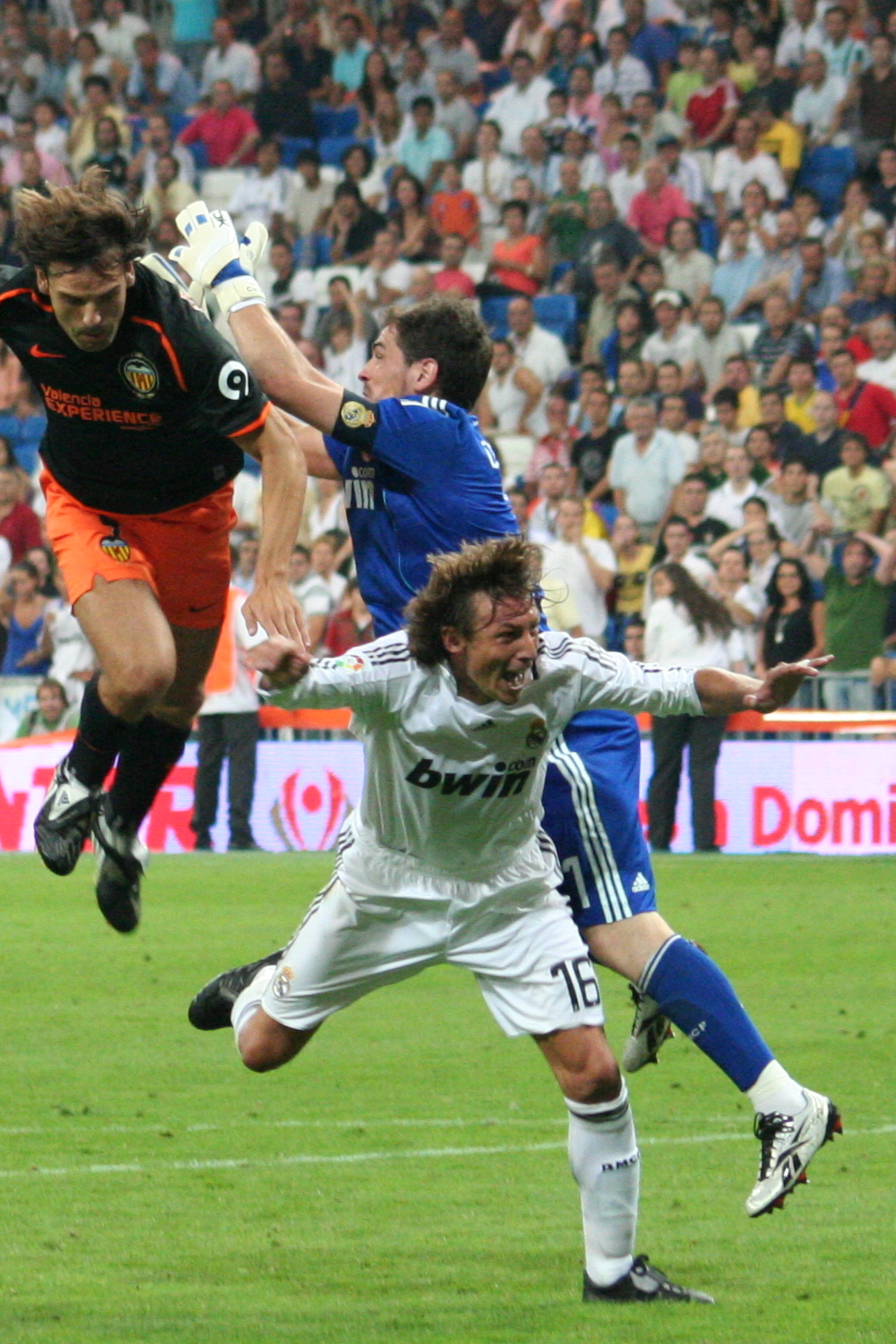
Morientes avec Valence (à gauche), au duel avec Casillas.

Fernando Morientes dispute la Ligue des champions avec les Valenciens, il inscrit notamment un triplé durant la phase de groupes face au club grec d'Olympiakos Le Pirée. Il est indisponible pour le match aller des quarts de finale opposant Valence à Chelsea FC, qui se termine sur le score de 1-1. Au retour, Morientes trouve le poteau, avant d'ouvrir la marque à la demi-heure de jeu sur une passe de Joaquín Sánchez. Les Londoniens remportent néanmoins la partie sur le score de 2-1 et se qualifient pour les demi-finales. Morientes inscrit 12 buts dans le championnat d'Espagne 2006-2007  ; Valence se classe 4e et se qualifie pour la Ligue des champions. Sous la direction de l'entraîneur Ronald Koeman, le club se classe 10e du championnat d'Espagne 2007-2008 et est éliminé dès la phase de groupes de la Ligue des champions. Blessé en décembre 2007 lors d'un match face au FC Barcelone, Morientes manque la majeure partie de la saison et ne reprend la compétition qu'au mois de mars. Valence remporte néanmoins la Coupe d'Espagne face à Getafe CF. Entré en jeu en fin de match lors de la finale, Morientes inscrit le troisième but de son équipe, qui s'impose 3-1.

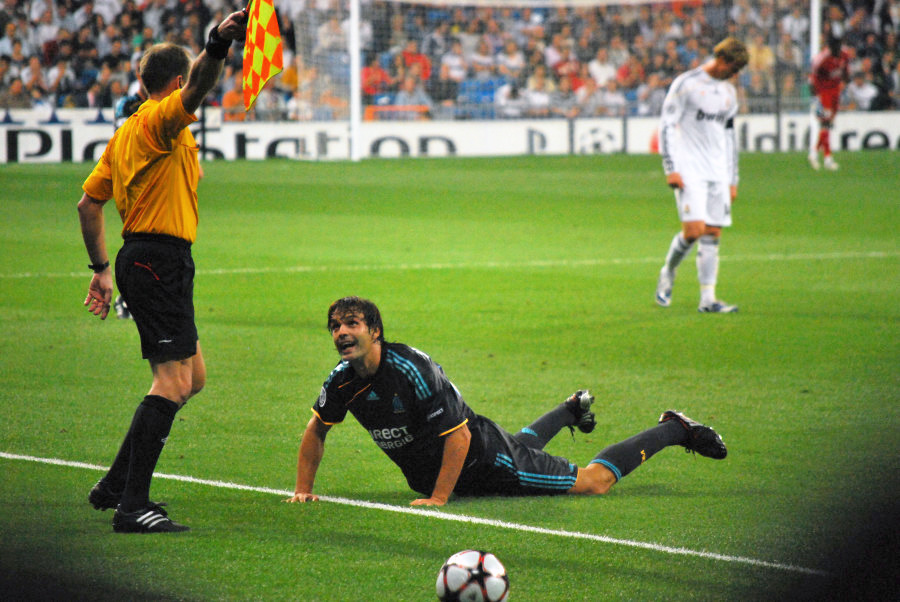
Morientes avec Marseille.

Arrivé en fin de contrat avec le Valence CF, il se met d'accord avec l'Olympique de Marseille le 27 juillet 2009 pour un contrat de deux saisons. Il retrouve ainsi son ancien entraîneur de l'AS Monaco Didier Deschamps. Le joueur sera absent des premiers matchs amicaux de l'OM du fait qu'il n'a eu aucune préparation. Le 8 août, il participe à son premier match avec ses nouvelles couleurs contre Grenoble (2-0) en remplaçant Brandão à la 90e minute. Le 26 septembre, il est titularisé pour la première fois par l'entraineur Didier Deschamps à l'occasion  du déplacement au Valenciennes FC comptant pour la 7e journée de Ligue 1 et inscrit son premier but sous ses nouvelles couleurs. Sa première partie de saison 2009-2010 est néanmoins très décevante, avec un faible temps de jeu dû à la concurrence au sein de l'effectif marseillais, et une blessure au tendon d'Achille qui l'éloigne des terrains. Le 1er juillet 2010, le site officiel de l'Olympique de Marseille indique que Morientes et le club sont tombés d'accord sur une résiliation de son contrat. Le 31 août 2010, il annonce qu'il met un terme à sa carrière de footballeur professionnel, après 17 saisons au plus haut niveau.

### En équipe nationale (1994-2007)

#### Sélections jeunes (1994-1998)
Fernando Morientes prend part à la Coupe du monde des moins de 20 ans en 1995. Il dispute un match durant le premier tour, face au Burundi, puis la rencontre pour la 3e place opposant l'Espagne au Portugal. Il est retenu par Javier Clemente pour disputer le tournoi de football des Jeux olympiques de 1996 et est titularisé à deux reprises, face à l'Australie et à l'Arabie saoudite.

#### Sélection A (1998-2007)
Appelé en équipe d'Espagne par Clemente en mars 1998 pour disputer un match amical face à la Suède, il inscrit un doublé pour sa première sélection. Il fait partie des joueurs retenus pour la Coupe du monde 1998 et dispute deux matches durant la phase de groupes. Remplaçant face au Paraguay, il entre en jeu en seconde mi-temps. Il commence la rencontre opposant l'Espagne à la Bulgarie et inscrit un doublé. Morientes dispute cinq rencontres durant la Coupe du monde 2002. Il commence le tournoi en tant que remplaçant et entre en cours de match face à la Slovénie, puis au Paraguay. Il inscrit un doublé lors de ce second match, et est titularisé pour la suite de la compétition, dont la dernière rencontre du premier tour face à l'Afrique du Sud. Il ouvre la marque en 8e de finale face à la république d’Irlande, inscrivant son troisième but du tournoi. En quart de finale, l'Espagne fait match nul 0-0 avec la Corée du Sud et s'incline durant l'épreuve des tirs au but. Morientes n'est pas retenu pour Euro 2000, mais est appelé par Iñaki Sáez pour prendre part à l'édition 2004. Durant le tournoi, il inscrit l'un des deux seuls buts espagnols (face à la Grèce). Morientes est appelé par Luis Aragonés en août 2005 pour disputer un match amical face à l'Uruguay, un an après sa dernière sélection. Il participe à la campagne qualificative pour la Coupe du monde 2006, prenant part à trois rencontres en tant que remplaçant. En novembre, il entre en fin de partie et marque face à la Slovaquie dans un match remporté 5-1 par les Espagnols. L'attaquant figure dans la pré-sélection de 27 joueurs établie par Aragonés en vue du tournoi, mais n'est pas retenu dans la liste finale de 23 joueurs. Le sélectionneur, qui écarte également Rubén Baraja, déclare avoir « pris le parti d'aligner un groupe jeune. » Morientes retrouve la sélection en 2007, en mars il inscrit son 27e but face au Danemark lors des éliminatoires de l'Euro 2008.
Avec 27 buts en 47 matches, Morientes est le quatrième meilleur buteur de la sélection derrière David Villa, Raúl et Fernando Hierro.

### Reconversion (2010-2016)

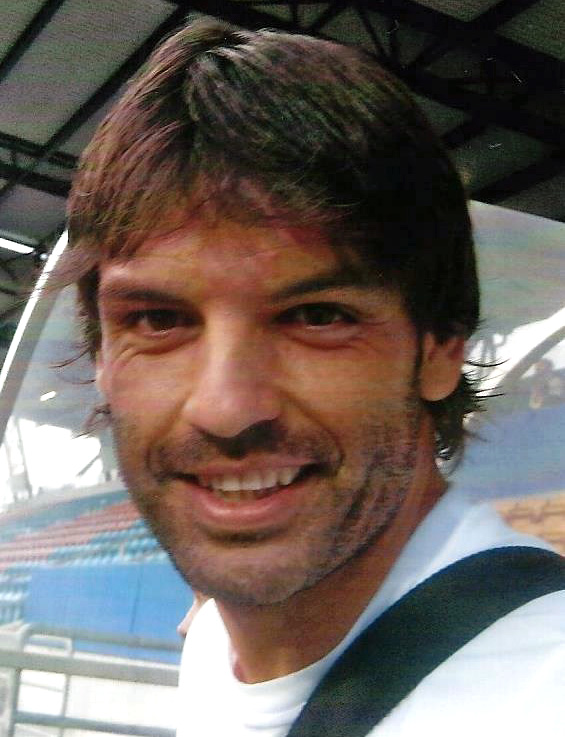
Fernando Morientes en 2010.

Le 31 août 2010, Morientes annonce qu'il met un terme à sa carrière de footballeur professionnel, après 17 saisons au plus haut niveau. Il devient consultant sportif pour la chaîne de télé espagnole Telecinco, où il commente les matchs de Ligue Europa ainsi que ceux des éliminatoires de l'Euro 2012.
Après avoir été entraîneur des équipes de jeunes du  "B" du Real Madrid entre 2012 et 2015, il a entraîné la Fuenlabrada (D3 espagnole) en 2015-2016.

## Style de jeu
Lors de son passage à l'AS Monaco en 2003-2004, l'entraîneur Didier Deschamps dit de Morientes que « son bagage technique est intéressant, il a du charisme, joue juste et bonifie la technique de ses partenaires ». Son jeu de tête est aussi salué.

## Statistiques

### Détaillées par saison
| Saison                | Club                   | Championnat           | Championnat | Championnat | Coupe(s) nationale(s) | Coupe(s) nationale(s) | Supercoupe | Supercoupe | Compétition(s) continentale(s) | Compétition(s) continentale(s) | Compétition(s) continentale(s) | Supercoupe UEFA | Supercoupe UEFA | Coupe du monde des clubs | Coupe du monde des clubs | Espagne | Espagne | Total | Total |
| Saison                | Club                   | Division              | M.          | B.          | M.                    | B.                    | M.         | B.         | Comp.                          | M.                             | B.                             | M.              | B.              | M.                       | B.                       | M.      | B.      | M.    | B.    |
| 1993-1994             | Albacete Balompié      | Primera División      | 2           | 0           | 2                     | 1                     | -          | -          | -                              | -                              | -                              | -               | -               | -                        | -                        | -       | -       | 4     | 1     |
| 1994-1995             | Albacete Balompié      | Primera División      | 20+1        | 5+0         | 6                     | 2                     | -          | -          | -                              | -                              | -                              | -               | -               | -                        | -                        | -       | -       | 27    | 7     |
| Sous-total            | Sous-total             | Sous-total            | 23          | 5           | 8                     | 3                     | -          | -          | -                              | -                              | -                              | -               | -               | -                        | -                        | -       | -       | 31    | 8     |
| 1995-1996             | Real Saragosse         | Primera División      | 29          | 13          | 3                     | 3                     | -          | -          | C2                             | 5                              | 2                              | 2               | 0               | -                        | -                        | -       | -       | 39    | 18    |
| 1996-1997             | Real Saragosse         | Primera División      | 37          | 15          | 3                     | 1                     | -          | -          | -                              | -                              | -                              | -               | -               | -                        | -                        | -       | -       | 40    | 16    |
| Sous-total            | Sous-total             | Sous-total            | 66          | 28          | 6                     | 4                     | -          | -          | -                              | 5                              | 2                              | 2               | 0               | -                        | -                        | -       | -       | 79    | 34    |
| 1997-1998             | Real Madrid            | Primera División      | 33          | 12          | 2                     | 0                     | -          | -          | C1                             | 10                             | 4                              | -               | -               | -                        | -                        | 4       | 6       | 49    | 22    |
| 1998-1999             | Real Madrid            | Primera División      | 33          | 19          | 5                     | 6                     | -          | -          | C1                             | 4                              | 0                              | 1               | 0               | -                        | -                        | 3       | 1       | 46    | 26    |
| 1999-2000             | Real Madrid            | Primera División      | 29          | 12          | 5                     | 0                     | -          | -          | C1                             | 14                             | 6                              | -               | -               | 3                        | 1                        | 5       | 2       | 56    | 21    |
| 2000-2001             | Real Madrid            | Primera División      | 22          | 6           | 1                     | 0                     | -          | -          | C1                             | 8                              | 4                              | -               | -               | 1                        | 0                        | 1       | 1       | 33    | 11    |
| 2001-2002             | Real Madrid            | Primera División      | 33          | 18          | 5                     | 0                     | 2          | 0          | C1                             | 11                             | 3                              | -               | -               | -                        | -                        | 11      | 7       | 62    | 28    |
| 2002-2003             | Real Madrid            | Primera División      | 19          | 5           | 2                     | 1                     | -          | -          | C1                             | 7                              | 0                              | -               | -               | -                        | -                        | 6       | 3       | 34    | 9     |
| 2003-2004             | Real Madrid            | Primera División      | 1           | 0           | -                     | -                     | -          | -          | -                              | -                              | -                              | -               | -               | -                        | -                        | -       | -       | 1     | 0     |
| 2003-2004             | AS Monaco (prêt)       | Ligue 1               | 28          | 10          | 2                     | 3                     | -          | -          | C1                             | 12                             | 9                              | -               | -               | -                        | -                        | 6       | 3       | 48    | 25    |
| 2004-2005             | Real Madrid            | Primera División      | 11          | 0           | 2                     | 1                     | -          | -          | C1                             | 6                              | 2                              | -               | -               | -                        | -                        | 2       | 1       | 21    | 4     |
| Sous-total            | Sous-total             | Sous-total            | 181         | 72          | 22                    | 8                     | 2          | 0          | -                              | 60                             | 19                             | 1               | 0               | 4                        | 1                        | 32      | 21      | 302   | 121   |
| 2004-2005             | Liverpool FC           | Premier League        | 13          | 3           | 2                     | 0                     | -          | -          | -                              | -                              | -                              | -               | -               | -                        | -                        | -       | -       | 15    | 3     |
| 2005-2006             | Liverpool FC           | Premier League        | 28          | 5           | 6                     | 1                     | -          | -          | C1                             | 10                             | 3                              | 1               | 0               | 1                        | 0                        | 5       | 2       | 51    | 11    |
| Sous-total            | Sous-total             | Sous-total            | 41          | 8           | 8                     | 1                     | -          | -          | -                              | 10                             | 3                              | 1               | 0               | 1                        | 0                        | 5       | 2       | 66    | 14    |
| 2006-2007             | Valence CF             | Primera División      | 24          | 12          | 3                     | 0                     | -          | -          | C1                             | 10                             | 7                              | -               | -               | -                        | -                        | 4       | 1       | 41    | 20    |
| 2007-2008             | Valence CF             | Primera División      | 22          | 6           | 1                     | 1                     | -          | -          | C1                             | 8                              | 1                              | -               | -               | -                        | -                        | -       | -       | 31    | 8     |
| 2008-2009             | Valence CF             | Liga                  | 20          | 1           | 6                     | 2                     | 1          | 1          | C3                             | 7                              | 3                              | -               | -               | -                        | -                        | -       | -       | 34    | 7     |
| Sous-total            | Sous-total             | Sous-total            | 66          | 19          | 10                    | 3                     | 1          | 1          | -                              | 25                             | 11                             | -               | -               | -                        | -                        | 4       | 1       | 106   | 35    |
| 2009-2010             | Olympique de Marseille | Ligue 1               | 12          | 1           | 2                     | 0                     | -          | -          | C1+C3                          | 4+1                            | 0+0                            | -               | -               | -                        | -                        | -       | -       | 19    | 1     |
| Total sur la carrière | Total sur la carrière  | Total sur la carrière | 417         | 143         | 58                    | 22                    | 3          | 1          | -                              | 117                            | 44                             | 4               | 0               | 5                        | 1                        | 47      | 27      | 651   | 238   |

### Buts internationaux
|     | Date               | Lieu                                                      | Adversaire           | Résultat | Competition                                               |
| --- | ------------------ | --------------------------------------------------------- | -------------------- | -------- | --------------------------------------------------------- |
| 1.  | 25 mars 1998       | Stade Balaídos, Vigo, Espagne                             | Suède                | 4-0      | Match amical                                              |
| 2.  | 25 mars 1998       | Stade Balaídos, Vigo, Espagne                             | Suède                | 4-0      | Match amical                                              |
| 3.  | 3 juin 1998        | Stade El Sardinero, Santander, Espagne                    | Irlande du Nord      | 4-1      | Match amical                                              |
| 4.  | 3 juin 1998        | Stade El Sardinero, Santander, Espagne                    | Irlande du Nord      | 4-1      | Match amical                                              |
| 5.  | 24 juin 1998       | Stade Félix-Bollaert, Lens, France                        | Bulgarie             | 6-1      | Coupe du monde de football de 1998                        |
| 6.  | 24 juin 1998       | Stade Félix-Bollaert, Lens, France                        | Bulgarie             | 6-1      | Coupe du monde de football de 1998                        |
| 7.  | 5 septembre 1998   | Antonis Papadopoulos Stadium, Larnaca, Chypre             | Chypre               | 2-3      | Éliminatoires du Championnat d'Europe de football 2000    |
| 8.  | 18 août 1999       | Stade Wojska Polskiego, Varsovie, Pologne                 | Pologne              | 2-1      | Match amical                                              |
| 9.  | 10 octobre 1999    | Estadio Carlos Belmonte, Albacete, Espagne                | Israël               | 3-0      | Éliminatoires du Championnat d'Europe de football 2000    |
| 10. | 28 mars 2001       | Estadio de Mestalla, Valence, Espagne                     | France               | 2-1      | Match amical                                              |
| 11. | 1er septembre 2001 | Estadio de Mestalla, Valence, Espagne                     | Autriche             | 4-0      | Tours préliminaires à la Coupe du monde de football 2002  |
| 12. | 1er septembre 2001 | Estadio de Mestalla, Valence, Espagne                     | Autriche             | 4-0      | Tours préliminaires à la Coupe du monde de football 2002  |
| 13. | 13 février 2002    | Stade Olympique de Montjuic, Barcelone, Espagne           | Portugal             | 1-1      | Match amical                                              |
| 14. | 17 avril 2002      | Windsor Park, Belfast, Irlande du Nord                    | Irlande du Nord      | 5-0      | Match amical                                              |
| 15. | 7 juin 2002        | Jeonju World Cup Stadium, Jeonju, Corée du Sud            | Paraguay             | 3-1      | Coupe du monde de football de 2002                        |
| 16. | 7 juin 2002        | Jeonju World Cup Stadium, Jeonju, Corée du Sud            | Paraguay             | 3-1      | Coupe du monde de football de 2002                        |
| 17. | 10 juin 2002       | Suwon World Cup Stadium, Suwon, Corée du Sud              | République d'Irlande | 1-1      | Coupe du monde de football de 2002                        |
| 18. | 30 avril 2003      | Stade Vicente Calderón, Madrid, Espagne                   | Équateur             | 4-0      | Match amical                                              |
| 19. | 30 avril 2003      | Stade Vicente Calderón, Madrid, Espagne                   | Équateur             | 4-0      | Match amical                                              |
| 20. | 30 avril 2003      | Stade Vicente Calderón, Madrid, Espagne                   | Équateur             | 4-0      | Match amical                                              |
| 21. | 31 mars 2004       | El Molinón, Gijón, Espagne                                | Danemark             | 2-0      | Match amical                                              |
| 22. | 5 juin 2004        | Coliseum Alfonso Pérez, Getafe, Espagne                   | Andorre              | 4-0      | Match amical                                              |
| 23. | 16 juin 2004       | Stade de Bessa XXI, Porto, Portugal                       | Grèce                | 1-1      | Euro 2004                                                 |
| 24. | 18 août 2004       | Estadio Gran Canaria, Las Palmas de Gran Canaria, Espagne | Venezuela            | 3-2      | Match amical                                              |
| 25  | 3 septembre 2005   | Stade El Sardinero, Santander, Espagne                    | Canada               | 2-1      | Match amical                                              |
| 26. | 12 novembre 2005   | Stade Vicente Calderón, Madrid, Espagne                   | Slovaquie            | 5-1      | Phase qualificative de la coupe du monde de football 2006 |
| 27. | 24 mars 2007       | Stade Santiago Bernabéu, Madrid, Espagne                  | Danemark             | 2-1      | Éliminatoires du Championnat d'Europe de football 2008    |

## Palmarès

### En club
- Vainqueur de la Supercoupe d'Europe en 2005 avec Liverpool FC
- Vainqueur de la Ligue des Champions en 1998, en 2000 et en 2002 avec le Real Madrid

- Champion d'Espagne en 2001 et en 2003 avec le Real Madrid
- Champion de France en 2010 avec l'Olympique de Marseille
- Vainqueur de la Coupe d'Angleterre en 2006 avec Liverpool FC
- Vainqueur de la Coupe d'Espagne en 2008 avec Valence
- Vainqueur de la Coupe de la Ligue en 2010 avec l'Olympique de Marseille
- Vainqueur de la Supercoupe d'Espagne en 2001 avec le Real Madrid
- Finaliste de la Coupe Intercontinentale en 2000 avec le Real Madrid
- Finaliste de la Coupe du Monde des Clubs en 2005 avec Liverpool FC
- Finaliste de la Supercoupe d'Europe en 1995 avec la Real Saragosse
- Finaliste de la Ligue des Champions en 2004 avec l'AS Monaco
- Finaliste de la Coupe d'Espagne en 2002 avec le Real Madrid
- Finaliste de la Coupe de la Ligue anglaise en 2005 avec Liverpool FC

### EnÉquipe d'Espagne
- 47 sélections et 27 buts entre 1998 et 2007
- Participation à la Coupe du Monde en 1998 (Premier Tour) et en 2002 (1/4 de finaliste)
- Participation au Championnat d'Europe des Nations en 2004 (Premier Tour)

### Distinctions individuelles
- Meilleur buteur de la Ligue des Champions en 2004 (9 buts)
- Élu meilleur attaquant de l'année UEFA en 2004
- Nommé dans l'équipe-type de Ligue 1 en 2004
- Élu 17e au Ballon d'Or en 2004
- Élu 19e du Top 100 des meilleurs joueurs de l'histoire de la Ligue des Champions par L'Équipe en 2016[49]